# Bamnan and Slivercork
Bamnan and Slivercork é o álbum de estreia da banda americana Midlake, lançado a 8 de julho de 2004.
| Críticas profissionais                                                      | Críticas profissionais |
| Avaliações da crítica                                                       | Avaliações da crítica  |
| Fonte                                                                       | Avaliação              |
| --------------------------------------------------------------------------- | ---------------------- |
| allmusic                                                                    | [ 2 ]                  |
| Esta tabela precisa de ser acompanhada por texto em prosa. Consulte o guia. |                        |

## Faixas
1. "They Cannot Let It Expand" - 2:58
2. "Balloon Maker" - 5:05
3. "Kingfish Pies" - 4:23
4. "I Guess I'll Take Care" - 3:22
5. "Some of Them Were Superstitious" - 5:57
6. "The Reprimand" - 1:21
7. "The Jungler" - 3:44
8. "He Tried to Escape" - 4:32
9. "Mopper's Medley" - 5:02
10. "No One Knew Where We Were" - 5:06
11. "Anabel" - 2:26
12. "Mr. Amateur" - 2:06